# Drag Race Brasil
Drag Race Brasil est une émission de téléréalité brésilienne, basée sur la série américaine originale, RuPaul's Drag Race. Le reality show sera diffusé au Brésil sur MTV et Paramount+, ainsi qu'à l'international sur WOW Presents Plus,.
Drag Race Brasil est la quatorzième adaptation internationale de la série de compétitions de réalité américaine RuPaul's Drag Race.

## Production
En 2017, Endemol Shine Brasil s'est associée à Passion Distribution et a acquis les droits de production pour créer une adaptation brésilienne de RuPaul's Drag Race,. Plus tard, en 2020, la société de production a "renoncé aux droits" de l'adaptation brésilienne en raison du  conservatisme au Brésil,.
World of Wonder, la société de production derrière RuPaul's Drag Race, a publié trois appels de casting sur les réseaux sociaux le 8 août 2022. Les appels au casting concernaient de nouvelles adaptations potentielles de Drag Race au Brésil, au Mexique et en Allemagne,,. En décembre, il a été confirmé que les nouvelles éditions de la franchise Drag Race seraient diffusées sur MTV/Paramount+ dans leurs pays respectifs.
Grag Queen a été confirmé en tant qu'hôte et juge en chef en juillet 2023. Les deux autres juges, Bruna Braga et Dudu Bertholini, ont été confirmés le 19 juillet, ainsi que la date de la première, fixée au 30 août  Le casting a été révélé le 2 août 

## Format

### Mini défi
Le mini défi implique souvent une tâche donnée aux candidates au début d'un épisode, avec des exigences et des contraintes de temps. La ou les gagnante(s) du mini défi sont parfois récompensées par un cadeau ou un avantage pour le maxi défi. Certains épisodes ne comportent pas de mini défi.

### Maxi défi
Cela peut être un défi individuel ou un défi de groupe. Les thèmes des maxi défis sont très variés, mais sont souvent similaires de saison en saison : les candidates ont souvent pour défi de créer une ou plusieurs tenues selon un thème précis, parfois en utilisant des matériaux non conventionnels. D'autres défis se concentrent sur la capacité des candidates à se présenter devant une caméra, à s'exprimer en musique ou de manière humoristique.

### Défilé
Après le maxi défi, les candidates défilent sur le podium principal. Le défilé est composé de la tenue confectionnée par les candidates pour le défi ou d'une tenue correspondant au thème assigné aux candidates avant l'émission et annoncé au début de la semaine : cette tenue est généralement apportée à l'avance par les candidates et n'est pas préparée dans l'atelier. Le défilé fait généralement partie de l'évaluation finale des candidates.

### Lip-syncs
À chaque épisode, les candidates en danger d'élimination doivent faire un playback sur une chanson annoncée au préalable afin d'impressionner les juges. Après la performance, la gagnante du lip-sync, qui reste dans la compétition, est annoncée, tandis que la candidate perdante est éliminée de la compétition.

## Juges deDrag Race Brasil
Après le défi et le défilé de la semaine, les candidates font face à un panel de jurés afin d'entendre les critiques de leur performance. Le jugement se compose de deux parties ; une première partie avec les meilleures et pires candidates de la semaine sur le podium et une deuxième partie de délibérations entre les juges en l'absence des candidates.
| Juge            | Saison     |
| Juge            | 1          |
| --------------- | ---------- |
| Grag Queen      | Principale |
| Bruna Braga     | Principale |
| Dudu Bertholini | Principale |

### Juges invités
Des personnalités sont souvent invitées dans le panel des jurés. Leur présence peut avoir un rapport avec le thème du défi de la semaine ou avec la chanson prévue pour le lip-sync de l'épisode.

## Récompenses
Chaque saison, la gagnante de l'émission reçoit une sélection de récompenses.

## Résumé des saisons
| Saison | Date de première diffusion | Date de dernière diffusion | Gagnante | Seconde(s)                                      | Miss Sympathie | Récompenses |
| ------ | -------------------------- | -------------------------- | -------- | ----------------------------------------------- | -------------- | --- |
| 1      | 30 août 2023               | 15 novembre 2023           | Organzza | Betina Polaroid Hellena Malditta Miranda Lebrão | Aquarela       | - 150 000 reais - Un sceptre et une couronne de la part de Amped Accessories - Un an d'approvisionnement de maquillage chez Anastasia Beverly Hills |

### Progression des candidates
|                    | Saison 1                                        |
| ------------------ | ----------------------------------------------- |
| Première diffusion | 30 août 2023                                    |
| Épisodes           | 12                                              |
|                    |                                                 |
| Gagnante           | Organzza                                        |
| Seconde(s)         | Betina Polaroid Hellena Malditta Miranda Lebrão |
| 3e place           | Betina Polaroid Hellena Malditta Miranda Lebrão |
| 4e place           | Betina Polaroid Hellena Malditta Miranda Lebrão |
| 5e place           | Shannon Skarllet                                |
| 6e place           | Naza                                            |
| 7e place           | Dallas de Vil                                   |
| 8e place           | Rubi Ocean                                      |
| 9e place           | Aquarela                                        |
| 10e place          | Melusine Sparkle                                |
| 11e place          | Tristan Soledade                                |
| 12e place          | Diva More                                       |

 La candidate a été élue Miss Sympathie.

### Saison 1(2023)
La première saison de Drag Race Brasil est diffusée pour la première fois sur MTV et Paramount+ le 30 août 2023. Le casting est composé de onze candidates et est annoncé le 2 août 2023.
La gagnante de la saison est Organzza, avec comme secondes Betina Polaroid, Hellen Malditta et Miranda Lebrão. La Miss Sympathie de la saison est Aquarela.